# Coomologia
In matematica, in particolare in teoria dell'omologia e in topologia algebrica, coomologia è un termine generale per indicare una successione di gruppi abeliani associati a uno spazio topologico, spesso definiti da un complesso di cocatene. La coomologia può essere vista come un metodo per assegnare a uno spazio topologico invarianti algebrici più ricchi rispetto all'omologia. Alcune versioni della coomologia nascono da un dualismo con la costruzione omologica. In altre parole, le cocatene sono funzioni sul gruppo delle catene della teoria omologica.
Dopo la sua nascita in ambito topologico, il concetto di coomologia è diventato un elemento fondamentale della matematica nella seconda metà del ventesimo secolo. Dall'idea iniziale di omologia come metodo per costruire invarianti algebrici di spazi topologici, il numero di applicazioni delle teorie dell'omologia e della coomologia si è ampliata sia in geometria che in algebra. La terminologia tende a nascondere il fatto che, in molte applicazioni, la coomologia, una teoria controvariante, è più naturale dell'omologia. Questo ha a che fare con funzioni e pullback in ambito geometrico: dati due spazi {\displaystyle X} e {\displaystyle Y,} e una funzione {\displaystyle F} su {\displaystyle Y,} per qualsiasi mappa {\displaystyle f\colon X\to Y,} la composizione con {\displaystyle f} dà origine a una funzione {\displaystyle F\circ f} su {\displaystyle X.} Le teorie della coomologia più importanti hanno un prodotto, il prodotto cup, che conferisce loro una struttura di anello. A causa di questa caratteristica, la coomologia è solitamente un invariante più forte dell'omologia.

## Coomologia singolare
La coomologia singolare è un potente invariante topologico che a ogni spazio topologico associa un anello anticommutativo graduato. Ogni funzione continua {\displaystyle f\colon X\to Y} determina un omomorfismo dall'anello di coomologia di {\displaystyle Y} a quello di {\displaystyle X.} Questo pone forti restrizioni sulle possibili mappe da {\displaystyle X} a {\displaystyle Y.} A differenza di invarianti più sottili come i gruppi di omotopia, l'anello di coomologia tende a essere effettivamente calcolabile per molti spazi comunemente considerati.
Per uno spazio topologico {\displaystyle X,} la definizione di coomologia singolare inizia con il complesso di catene singolari:
{\displaystyle \cdots \to C_{i+1}{\stackrel {\partial _{i+1}}{\to }}C_{i}{\stackrel {\partial _{i}}{\to }}\ C_{i-1}\to \cdots .}
Per definizione, l'omologia singolare di {\displaystyle X} è l'omologia di questo complesso di catene (il nucleo di un omomorfismo modulo l'immagine del precedente). Più in dettaglio: {\displaystyle C_{i}} è il gruppo abeliano libero generato dall'insieme delle funzioni continue dall'{\displaystyle i}-simplesso standard a {\displaystyle X} (chiamato {\displaystyle i}-simplesso singolare in {\displaystyle X}), e {\displaystyle \partial _{i}} è l'{\displaystyle i}-esimo omomorfismo di bordo. I gruppi {\displaystyle C_{i}} sono nulli per {\displaystyle i<0.}
Si fissi un gruppo abeliano {\displaystyle A} e si sostituisca ogni gruppo {\displaystyle C_{i}} con il suo gruppo duale {\displaystyle C_{i}^{*}:=\mathrm {Hom} (C_{i},A),} e {\displaystyle \partial _{i}} con il suo omomorfismo duale
{\displaystyle d_{i-1}\colon C_{i-1}^{*}\to C_{i}^{*}.}
In questo modo si "invertono tutte le frecce" del complesso originale ottenendo un complesso di cocatene
{\displaystyle \cdots \leftarrow C_{i+1}^{*}{\stackrel {d_{i}}{\leftarrow }}\ C_{i}^{*}{\stackrel {d_{i-1}}{\leftarrow }}C_{i-1}^{*}\leftarrow \cdots .}
Per un numero intero {\displaystyle i,} il gruppo di coomologia {\displaystyle i}-esimo di {\displaystyle X} con coefficienti in {\displaystyle A} è {\displaystyle \ker(d_{i})/\mathrm {im} (d_{i-1})} ed è indicato con {\displaystyle H^{i}(X,A).} Il gruppo {\displaystyle H^{i}(X,A)} è nullo per {\displaystyle i<0.} Gli elementi di {\displaystyle C_{i}^{*}} sono chiamati {\displaystyle i}-cocatene singolari con coefficienti in {\displaystyle A.} Equivalentemente, una {\displaystyle i}-cocatena su {\displaystyle X} può essere identificata con una funzione dall'insieme degli {\displaystyle i}-simplessi singolari di {\displaystyle X} ad {\displaystyle A.} Gli elementi di {\displaystyle \ker(d_{i})} e {\displaystyle \mathrm {im} (d_{i-1})} sono chiamati rispettivamente cocicli e cobordi, mentre gli elementi di {\displaystyle \ker(d_{i})/\mathrm {im} (d_{i-1})=H^{i}(X,A)} sono chiamati classi di coomologia (perché sono classi di equivalenza di cocicli).
Nel seguito, il gruppo dei coefficienti {\displaystyle A} a volte è omesso. Spesso si sceglie un anello commutativo {\displaystyle R} come gruppo dei coefficienti; in tal caso i gruppi di coomologia sono {\displaystyle R}-moduli. Una scelta standard è l'anello degli interi {\displaystyle \mathbb {Z} .}
Alcune delle proprietà formali della coomologia derivano direttamente delle proprietà dell'omologia:
- Una funzione continua {\displaystyle f\colon X\to Y} determina un omomorfismo pushforward {\displaystyle f_{*}\colon H_{i}(X)\to H_{i}(Y)} in omologia e un omomorfismo pullback {\displaystyle f^{*}\colon H^{i}(Y)\to H^{i}(X)} in coomologia. Questo rende la coomologia un funtore controvariante dagli spazi topologici ai gruppi abeliani (o {\displaystyle R}-moduli).
- Due funzioni omotope da {\displaystyle X} a {\displaystyle Y} inducono lo stesso omomorfismo in coomologia (proprio come in omologia).
- La successione di Mayer-Vietoris è un importante strumento di calcolo in coomologia come in omologia. Si noti che l'omomorfismo di bordo aumenta (anziché diminuire) il grado in coomologia. Cioè, se uno spazio {\displaystyle X} è l'unione di due sottoinsiemi aperti {\displaystyle U} e {\displaystyle V,} allora c'è una successione esatta lunga:

{\displaystyle \cdots \to H^{i}(X)\to H^{i}(U)\oplus H^{i}(V)\to H^{i}(U\cap V)\to H^{i+1}(X)\to \cdots .}
- Esistono gruppi di coomologia relativi {\displaystyle H^{i}(X,Y;A)} per ogni sottospazio {\displaystyle Y} di uno spazio {\displaystyle X.} Sono legati agli usuali gruppi di coomologia da una successione esatta lunga:

{\displaystyle \cdots \to H^{i}(X,Y)\to H^{i}(X)\to H^{i}(Y)\to H^{i+1}(X,Y)\to \cdots .}
- Il teorema del coefficiente universale descrive la coomologia in termini dell'omologia utilizzando i gruppi Ext. Più precisamente: c'è una successione esatta corta:

{\displaystyle 0\to \operatorname {Ext} _{\mathbb {Z} }^{1}(\operatorname {H} _{i-1}(X,\mathbb {Z} ),A)\to H^{i}(X,A)\to \operatorname {Hom} _{\mathbb {Z} }(H_{i}(X,\mathbb {Z} ),A)\to 0.}
Un risultato correlato è il seguente: per un campo {\displaystyle F,} il gruppo {\displaystyle H^{i}(X,F)} è precisamente lo spazio duale dello spazio vettoriale {\displaystyle H_{i}(X,F)}.
- Se {\displaystyle X} è una varietà topologica o un CW-complesso, allora i gruppi di coomologia {\displaystyle H^{i}(X,A)} sono nulli per {\displaystyle i} maggiore della dimensione di {\displaystyle X.}[2] Se {\displaystyle X} è una varietà compatta (eventualmente con bordo), o un CW-complesso con un numero finito di celle per ogni dimensione, e {\displaystyle R} è un anello noetheriano commutativo, allora l'{\displaystyle R}-modulo {\displaystyle H^{i}(X,R)} è finitamente generato per ogni {\displaystyle i.}[3]

D'altra parte, la coomologia ha una struttura che l'omologia non ha: per ogni spazio topologico {\displaystyle X} e per ogni anello commutativo {\displaystyle R,} esiste un operatore bilineare, chiamato prodotto cup:
{\displaystyle H^{i}(X,R)\times H^{j}(X,R)\to H^{i+j}(X,R),}
definito da una formula esplicita su cocatene singolari. Il prodotto delle classi di coomologia {\displaystyle u} e {\displaystyle v} è scritto come {\displaystyle u\smile v} o semplicemente come {\displaystyle uv.} Questo prodotto rende la somma diretta
{\displaystyle H^{*}(X,R)=\bigoplus _{i}H^{i}(X,R)}
un anello graduato, chiamato anello di coomologia di {\displaystyle X.} Esso è anticommutativo graduato nel senso che:
{\displaystyle uv=(-1)^{ij}vu,\qquad u\in H^{i}(X,R),v\in H^{j}(X,R).}
Per ogni funzione continua {\displaystyle f\colon X\to Y,} il pullback {\displaystyle f^{*}\colon H^{*}(Y,R)\to H^{*}(X,R)} è un omomorfismo di {\displaystyle R}-algebre graduate. Ne consegue che se due spazi sono omotopicamente equivalenti, allora i loro anelli di coomologia sono isomorfi.
Di seguito sono elencate alcune delle interpretazioni geometriche del prodotto cup. Nel seguito, le varietà sono intese senza bordo se non diversamente specificato. Per varietà chiusa si intende una varietà compatta (senza bordo), mentre per sottovarietà chiusa {\displaystyle N} di una varietà differenziabile {\displaystyle M} è una sottovarietà che è un sottoinsieme chiuso di {\displaystyle M,} non necessariamente compatto (sebbene {\displaystyle N} sia automaticamente compatta se {\displaystyle M} lo è).
- Sia {\displaystyle X} una varietà orientata chiusa di dimensione {\displaystyle n.} Allora la dualità di Poincaré dà un isomorfismo {\displaystyle H^{i}(X)\cong H_{n-i}(X).} Di conseguenza, una sottovarietà orientata chiusa {\displaystyle S} di codimensione {\displaystyle i} in {\displaystyle X} determina una classe di coomologia in {\displaystyle H^{i}(X),} indicata con {\displaystyle [S].} In questi termini, il prodotto cup descrive l'intersezione delle sottovarietà. Ossia se {\displaystyle S} e {\displaystyle T} sono sottovarietà di codimensione rispettivamente {\displaystyle i} e {\displaystyle j} che si intersecano trasversalmente, allora

{\displaystyle [S][T]=[S\cap T]\in H^{i+j}(X),}
dove l'intersezione {\displaystyle S\cap T} è una sottovarietà di codimensione {\displaystyle i+j,} con un'orientazione determinata dalle orientazioni di {\displaystyle S,T} e {\displaystyle X.} Nel caso di varietà differenziabili, se {\displaystyle S} e {\displaystyle T} non si intersecano trasversalmente, questa formula può ancora essere utilizzata per calcolare il prodotto cup {\displaystyle [S][T],} perturbando {\displaystyle S} o {\displaystyle T} per rendere trasversale l'intersezione.
Più in generale, senza supporre che {\displaystyle X} abbia un'orientazione, una sottovarietà chiusa di {\displaystyle X} con un'orientazione sul suo fibrato normale determina una classe di coomologia su {\displaystyle X.} Se {\displaystyle X} è una varietà non compatta, allora una sottovarietà chiusa (non necessariamente compatta) determina una classe di coomologia su {\displaystyle X.} In entrambi i casi, il prodotto cup può essere nuovamente descritto in termini di intersezioni di sottovarietà.
Thom ha costruito una classe di coomologia intera di grado 7 su una varietà differenziabile di dimensione 14 che non è la classe di nessuna sottovarietà differenziabile. D'altra parte ha dimostrato che ogni classe di coomologia intera di grado positivo su una varietà differenziabile ha un multiplo positivo che è la classe di una sottovarietà differenziabile. Inoltre, ogni classe di coomologia intera su una varietà differenziabile può essere rappresentata da una "pseudovarietà differenziabile", cioè un complesso simpliciale che è una varietà differenziabile al di fuori di un sottoinsieme chiuso di codimensione almeno 2.
- Per una varietà differenziabile {\displaystyle X,} il teorema di de Rham dice che la coomologia singolare di {\displaystyle X} con coefficienti reali è isomorfa alla coomologia di de Rham di {\displaystyle X} definita usando le forme differenziali. Il prodotto cup corrisponde al prodotto delle forme differenziali. Questa interpretazione ha il vantaggio che il prodotto su forme differenziali è anticommutativo graduato, mentre il prodotto su cocatene singolari è solo anticommutativo graduato a meno di omotopia di catene. Infatti è impossibile modificare la definizione di cocatene singolari con coefficienti negli interi {\displaystyle \mathbb {Z} } o in {\displaystyle \mathbb {Z} /p\mathbb {Z} ,} per un numero primo {\displaystyle p,} per definire correttamente il prodotto anticommutativo graduato. Il fallimento dell'anticommutatività graduata a livello di cocatene porta alle operazioni di Steenrod sulla coomologia modulo {\displaystyle p.}

In modo molto informale, in ogni spazio topologico {\displaystyle X} un elemento di {\displaystyle H^{i}(X)} può essere pensato come rappresentato da un sottospazio di codimensione {\displaystyle i} di {\displaystyle X} che possa muoversi liberamente su {\displaystyle X.} Ad esempio, un modo per definire un elemento di {\displaystyle H^{i}(X)} è dare una funzione continua {\displaystyle f} da {\displaystyle X} a una varietà differenziabile {\displaystyle M} e una sottovarietà chiusa {\displaystyle N} di codimensione {\displaystyle i} di {\displaystyle M} con un'orientazione sul fibrato normale. Sempre in modo informale, si può pensare alla classe risultante {\displaystyle f^{*}([N])\in H^{i}(X)} come appartenente al sottospazio {\displaystyle f^{-1}(N)} di {\displaystyle X.} Questo è motivato dal fatto che la classe {\displaystyle f^{*}([N])} si restringe allo zero nella coomologia del sottoinsieme aperto {\displaystyle X-f^{-1}(N).} La classe di coomologia {\displaystyle f^{*}([N])} può muoversi liberamente su {\displaystyle X} nel senso che {\displaystyle N} potrebbe essere sostituito da una qualsiasi deformazione continua di {\displaystyle N} all'interno di {\displaystyle M.}

## Esempi
In quanto segue la coomologia è considerata con coefficienti negli interi {\displaystyle \mathbb {Z} ,} salvo diversamente specificato.
- L'anello di coomologia di un punto è l'anello {\displaystyle \mathbb {Z} } di grado 0. Per invarianza omotopica, questo è anche l'anello di coomologia di qualsiasi spazio contraibile, come lo spazio euclideo {\displaystyle \mathbb {R} ^{n}.}

Il primo gruppo di coomologia del toro bidimensionale ha una base data dalle classi dei due cerchi mostrati.

- Il primo gruppo di coomologia del toro bidimensionale ha una base data dalle classi dei due cerchi mostrati. Per un intero positivo {\displaystyle n,} l'anello di coomologia della sfera {\displaystyle S^{n}} è {\displaystyle \mathbb {Z} [x]/(x^{2})} (il quoziente di un anello polinomiale per l'ideale dato), con {\displaystyle x} di grado {\displaystyle n.} In termini della dualità di Poincaré, {\displaystyle x} è la classe di un punto sulla sfera.
- L'anello di coomologia del toro {\displaystyle (S^{1})^{n}} è l'algebra esterna su {\displaystyle \mathbb {Z} } con {\displaystyle n} generatori di grado 1.[7] Ad esempio, sia {\displaystyle P} un punto sulla circonferenza {\displaystyle S^{1}} e {\displaystyle Q} il punto {\displaystyle (P,P)} nel toro bidimensionale {\displaystyle (S^{1})^{2}.} Allora la coomologia di {\displaystyle (S^{1})^{2}} ha una base come {\displaystyle \mathbb {Z} }-modulo libero data da: l'elemento 1 di grado 0, {\displaystyle x:=[P\times S^{1}]} e {\displaystyle y:=[S^{1}\times P]} di grado 1 e {\displaystyle xy=[Q]} di grado 2. Implicitamente, le orientazioni del toro e delle due circonferenze si considerano fissate. Notare che {\displaystyle yx=-xy=-[Q],} per l'anticommutatività graduata.
- Più in generale, sia {\displaystyle R} un anello commutativo e siano {\displaystyle X} e {\displaystyle Y} spazi topologici qualsiasi tali che {\displaystyle H^{*}(X,R)} sia un {\displaystyle R}-modulo libero finitamente generato in ogni grado (non è necessaria alcuna ipotesi su {\displaystyle Y}). Dalla formula di Künneth segue che l'anello di coomologia dello spazio prodotto {\displaystyle X\times Y} è un prodotto tensoriale di {\displaystyle R}-algebre:[8]

{\displaystyle H^{*}(X\times Y,R)\cong H^{*}(X,R)\otimes _{R}H^{*}(Y,R).}
- L'anello di coomologia dello spazio proiettivo reale {\displaystyle \mathbb {P} ^{n}(\mathbb {R} )} con coefficienti in {\displaystyle \mathbb {Z} /2\mathbb {Z} } è {\displaystyle \mathbb {Z} /2\mathbb {Z} [x]/(x^{n+1}),} con {\displaystyle x} di grado 1.[9] Qui {\displaystyle x} è la classe di un iperpiano {\displaystyle \mathbb {P} ^{n-1}(\mathbb {R} )} in {\displaystyle \mathbb {P} ^{n}(\mathbb {R} ).} Questo ha senso anche se {\displaystyle \mathbb {P} ^{j}(\mathbb {R} )} non è orientabile per {\displaystyle j} pari e positivo, perché la dualità di Poincaré con coefficienti in {\displaystyle \mathbb {Z} /2\mathbb {Z} } vale per varietà arbitrarie.

L'anello di coomologia dello spazio proiettivo reale {\displaystyle \mathbb {P} ^{n}(\mathbb {R} )} con coefficienti interi è un po' più complicato. La coomologia intera di {\displaystyle \mathbb {P} ^{2a}(\mathbb {R} )} ha un elemento {\displaystyle y} di grado 2 tale che l'intera coomologia è la somma diretta di una copia di {\displaystyle \mathbb {Z} } generata dall'elemento 1 di grado 0 insieme alle copie di {\displaystyle \mathbb {Z} /2\mathbb {Z} } generate dagli elementi {\displaystyle y^{i}} con {\displaystyle i=1,\ldots ,a.} La coomologia intera di {\displaystyle \mathbb {P} ^{2a+1}(\mathbb {R} )} è la stessa insieme a una copia aggiuntiva di {\displaystyle \mathbb {Z} } di grado {\displaystyle 2a+1.}
- L'anello di coomologia dello spazio proiettivo complesso {\displaystyle \mathbb {P} ^{n}(\mathbb {C} )} è {\displaystyle \mathbb {Z} [x]/(x^{n+1}),} con {\displaystyle x} di grado 2.[9] Qui {\displaystyle x} è la classe di un iperpiano {\displaystyle \mathbb {P} ^{n-1}(\mathbb {C} )} in {\displaystyle \mathbb {P} ^{n}(\mathbb {C} ).} Più in generale, {\displaystyle x^{j}} è la classe di un sottospazio lineare {\displaystyle \mathbb {P} ^{n-j}(\mathbb {C} )} in {\displaystyle \mathbb {P} ^{n}(\mathbb {C} ).}
- L'anello di coomologia di una superficie orientata chiusa {\displaystyle X} di genere {\displaystyle g\geq 0} è uno {\displaystyle \mathbb {Z} }-modulo libero con base data da: l'elemento 1 di grado 0, {\displaystyle A_{1},\ldots ,A_{g}} e {\displaystyle B_{1},\ldots ,B_{g}} di grado 1 e la classe {\displaystyle P} di un punto di grado 2. I prodotti sono dati da: {\displaystyle A_{i}A_{j}=B_{i}B_{j}=0} per ogni {\displaystyle i} e {\displaystyle j,} {\displaystyle A_{i}B_{j}=0} se {\displaystyle i\neq j,} e {\displaystyle A_{i}B_{i}=P} per ogni {\displaystyle i.}[11] Dall'anticommutatività graduata, segue che {\displaystyle B_{i}A_{i}=-P.}
- Su qualsiasi spazio topologico, l'anticommutatività graduata dell'anello di coomologia implica che {\displaystyle 2x^{2}=0} per tutte le classi di coomologia {\displaystyle x} di grado dispari. Ne consegue che per un anello {\displaystyle R} contenente {\displaystyle 1/2,} tutti gli elementi di grado dispari di {\displaystyle H^{*}(X,R)} hanno quadrato nullo. D'altra parte, gli elementi di grado dispari non devono necessariamente avere quadrato nullo se {\displaystyle R} è {\displaystyle \mathbb {Z} /2\mathbb {Z} } o {\displaystyle \mathbb {Z} } come si vede nell'esempio di {\displaystyle \mathbb {P} ^{2}(\mathbb {R} )} (con coefficienti in {\displaystyle \mathbb {Z} /2\mathbb {Z} }) o {\displaystyle \mathbb {P} ^{4}(\mathbb {R} )\times \mathbb {P} ^{2}(\mathbb {R} )} (con coefficienti in {\displaystyle \mathbb {Z} }).

## La diagonale
Il prodotto cup sulla coomologia può essere visto come proveniente dalla funzione diagonale {\displaystyle \Delta \colon X\to X\times X,x\mapsto (x,x).} Più precisamente: per tutti gli spazi {\displaystyle X} e {\displaystyle Y} con classi di coomologia {\displaystyle u\in H^{i}(X,R)} e {\displaystyle v\in H^{j}(Y,R),} esiste una classe di coomologia del prodotto esterno (o prodotto incrociato) {\displaystyle u\times v\in H^{i+j}(X\times Y,R).} Il prodotto cup delle classi {\displaystyle u\in H^{i}(X,R)} e {\displaystyle v\in H^{j}(X,R)} può essere definito come il pullback del prodotto esterno dalla diagonale:
{\displaystyle uv=\Delta ^{*}(u\times v)\in H^{i+j}(X,R).}
In alternativa, il prodotto esterno può essere definito in termini di prodotto cup. Dati due spazi {\displaystyle X} e {\displaystyle Y,} siano {\displaystyle f\colon X\times Y\to X} e {\displaystyle g\colon X\times Y\to Y} le due proiezioni. Allora il prodotto esterno delle classi {\displaystyle u\in H^{i}(X,R)} e {\displaystyle v\in H^{j}(Y,R)} è:
{\displaystyle u\times v=(f^{*}(u))(g^{*}(v))\in H^{i+j}(X\times Y,R).}

## Dualità di Poincaré
Un'altra interpretazione della dualità di Poincaré è che l'anello di coomologia di una varietà orientata chiusa è auto-duale in senso forte. Più precisamente: sia {\displaystyle X} una varietà orientata connessa chiusa di dimensione {\displaystyle n} e sia {\displaystyle F} un campo, allora {\displaystyle H^{n}(X,F)} è isomorfo a {\displaystyle F} e il prodotto
{\displaystyle H^{i}(X,F)\times H^{n-i}(X,F)\to H^{n}(X,F)\cong F}
è un accoppiamento perfetto per ogni numero intero {\displaystyle i.} In particolare, gli spazi vettoriali {\displaystyle H^{i}(X,F)} e {\displaystyle H^{n-i}(X,F)} hanno la stessa dimensione (finita). Allo stesso modo, il prodotto sulla coomologia intera modulo torsione con valori in {\displaystyle H^{n}(X,\mathbb {Z} )\cong \mathbb {Z} } è un accoppiamento perfetto su {\displaystyle \mathbb {Z} .}

## Classi caratteristiche
Un fibrato vettoriale reale orientato {\displaystyle E} di rango {\displaystyle r} su uno spazio topologico {\displaystyle X} determina una classe di coomologia su {\displaystyle X,} la classe di Eulero {\displaystyle \chi (E)\in H^{r}(X,\mathbb {Z} ).} Informalmente, la classe di Eulero è la classe dell'insieme degli zeri di una sezione globale di {\displaystyle E.} Questa interpretazione può essere resa più esplicita quando {\displaystyle E} è un fibrato vettoriale differenziabile su una varietà differenziabile {\displaystyle X,} poiché allora una sezione differenziabile globale di {\displaystyle X} si annulla su una sottovarietà di codimensione {\displaystyle r} di {\displaystyle X.}
Esistono molti altri tipi di classi caratteristiche per fibrati vettoriali a valori in coomologia tra cui: le classi di Chern, le classi di Stiefel–Whitney e le classi di Pontryagin.

## Spazi di Eilenberg–MacLane
Per ogni gruppo abeliano {\displaystyle A} e per ogni numero naturale {\displaystyle j,} c'è uno spazio {\displaystyle K(A,j)} il cui {\displaystyle j}-esimo gruppo di omotopia è isomorfo ad {\displaystyle A} e gli altri gruppi di omotopia sono nulli. Tale spazio è chiamato spazio di Eilenberg-MacLane. Questo spazio ha la notevole proprietà di essere uno spazio di classificazione per la coomologia. Ossia esiste un elemento naturale {\displaystyle u} di {\displaystyle H^{j}(K(A,j),A)} tale che ogni classe di coomologia di grado {\displaystyle j} su ogni spazio {\displaystyle X} è il pullback di {\displaystyle u} per qualche funzione continua {\displaystyle X\to K(A,j)}. Più precisamente, il pullback della classe {\displaystyle u} dà una biiezione
{\displaystyle [X,K(A,j)]{\stackrel {\cong }{\to }}H^{j}(X,A),}
per ogni spazio {\displaystyle X} con il tipo di omotopia di un CW-complesso. Qui {\displaystyle [X,Y]} denota l'insieme delle classi di omotopia delle funzioni continue da {\displaystyle X} a {\displaystyle Y.}
Ad esempio, lo spazio {\displaystyle K(\mathbb {Z} ,1)} (definito a meno di equivalenza omotopica) può essere considerato il cerchio {\displaystyle S^{1}.} Quindi la precedente descrizione dice che ogni elemento di {\displaystyle H^{1}(X,\mathbb {Z} )} è il pullback della classe {\displaystyle u} di un punto su {\displaystyle S^{1}} rispetto a qualche funzione continua {\displaystyle X\to S^{1}.}
Questo permette di dare una descrizione del primo gruppo di coomologia con coefficienti in un gruppo abeliano {\displaystyle A} arbitrario per un CW-complesso {\displaystyle X.} Ossia {\displaystyle H^{1}(X,A)} è in corrispondenza biunivoca con l'insieme delle classi di isomorfismo dei rivestimenti di Galois di {\displaystyle X} con gruppo {\displaystyle A,} chiamati anche A-fibrati principali su {\displaystyle X.} Se {\displaystyle X} è connesso, si ha che {\displaystyle H^{1}(X,A)} è isomorfo a {\displaystyle \operatorname {Hom} (\pi _{1}(X),A)}, dove {\displaystyle \pi _{1}(X)} è il gruppo fondamentale di {\displaystyle X.} Per esempio, {\displaystyle H^{1}(X,\mathbb {Z} /2\mathbb {Z} )} classifica i rivestimenti doppi di {\displaystyle X,} con l'elemento {\displaystyle 0\in H^{1}(X,\mathbb {Z} /2\mathbb {Z} )} corrispondente al rivestimento doppio banale: l'unione disgiunta di due copie di {\displaystyle X.}

## Prodotto cap
Per ogni spazio topologico {\displaystyle X,} il prodotto cap è una forma bilineare
{\displaystyle \cap \colon H^{i}(X,R)\times H_{j}(X,R)\to H_{j-i}(X,R),}
per ogni {\displaystyle i} e {\displaystyle j} interi e per ogni anello commutativo {\displaystyle R.} La funzione risultante
{\displaystyle H^{*}(X,R)\times H_{*}(X,R)\to H_{*}(X,R)}
rende l'omologia singolare di {\displaystyle X} un modulo sull'anello di coomologia singolare di {\displaystyle X.}
Se {\displaystyle i=j,} il prodotto cap induce l'omomorfismo naturale
{\displaystyle H^{i}(X,R)\to \operatorname {Hom} _{R}(H_{i}(X,R),R),}
che è un isomorfismo se {\displaystyle R} è un campo.
Ad esempio, sia {\displaystyle X} una varietà orientata non necessariamente compatta. Allora una sottovarietà di codimensione {\displaystyle i} orientata chiusa {\displaystyle Y} di {\displaystyle X} (non necessariamente compatta) determina un elemento di {\displaystyle H^{i}(X,R),} e una sottovarietà compatta orientata {\displaystyle j}-dimensionale {\displaystyle Z} di {\displaystyle X} determina un elemento di {\displaystyle H_{j}(X,R).} Il prodotto cap {\displaystyle [Y]\cap [Z]\in H_{j-i}(X,R)} può essere calcolato perturbando {\displaystyle Y} e {\displaystyle Z} per farli intersecare trasversalmente e quindi prendendo la classe della loro intersezione, che è una sottovarietà orientata compatta di dimensione {\displaystyle j-i.}
Una varietà {\displaystyle X} chiusa orientata di dimensione {\displaystyle n} ha una classe fondamentale {\displaystyle [X]} in {\displaystyle H_{n}(X,R).} L'isomorfismo della dualità di Poincaré
{\displaystyle H^{i}(X,R){\stackrel {\cong }{\to }}H_{n-i}(X,R)}
è definito dal prodotto cap con la classe fondamentale di {\displaystyle X.}

## Storia della coomologia singolare
Sebbene la coomologia sia fondamentale per la moderna topologia algebrica, la sua importanza non fu pienamente compresa per circa 40 anni dallo sviluppo dell'omologia. Il concetto di struttura cellulare duale, che Henri Poincaré usò nella dimostrazione del suo teorema di dualità di Poincaré, conteneva il germe dell'idea di coomologia, ma questo fu compreso solo in seguito.
Ci sono stai vari precursori della coomologia. A metà degli anni '20, J.W. Alexander e Solomon Lefschetz fondarono la teoria dell'intersezione dei cicli su varietà differenziabili. Su una varietà differenziabile {\displaystyle n}-dimensionale orientata chiusa {\displaystyle M,} un {\displaystyle i}-ciclo e un {\displaystyle j}-ciclo con intersezione non vuota avranno come intersezione, se in posizione generale, un {\displaystyle (i+j-n)}-ciclo. Questo porta a una moltiplicazione tra classi di omologia:
{\displaystyle H_{i}(M)\times H_{j}(M)\to H_{i+j-n}(M),}
che retrospettivamente può essere identificato con il prodotto cup sulla coomologia di {\displaystyle M.}
Nel 1930 Alexander aveva definito una prima nozione di cocatena, pensando a una {\displaystyle i}-cocatena su uno spazio {\displaystyle X} come una funzione su piccoli intorni della diagonale in {\displaystyle X^{i+1}.}
Nel 1931 Georges De Rham mise in relazione l'omologia e le forme differenziali dimostrando il teorema di de Rham. Questo risultato può essere espresso in modo più semplice in termini coomologici.
Nel 1934 Lev Semënovič Pontrjagin dimostrò il teorema di dualità di Pontryagin; un risultato sui gruppi topologici. Questo (in casi piuttosto speciali) ha fornito un'interpretazione della dualità di Poincaré e della dualità di Alexander in termini di caratteri di gruppi.
In una conferenza del 1935 a Mosca, Andrey Kolmogorov e Alexander introdussero entrambi la coomologia e tentarono di costruire una struttura di prodotto in coomologia.
Nel 1936 Norman Steenrod costruì la coomologia di Čech dualizzando l'omologia di Čech.
Dal 1936 al 1938 Hassler Whitney ed Eduard Čech svilupparono il prodotto cup (trasformando la coomologia in un anello graduato) e il prodotto cap, e si resero conto che la dualità di Poincaré può essere espressa in termini di prodotto cap. La loro teoria era ancora limitata a complessi cellulari finiti.
Nel 1944 Samuel Eilenberg superò i precedenti limiti tecnici e diede la definizione moderna di omologia e coomologia singolare.
Nel 1945 Eilenberg e Steenrod hanno determinato gli assiomi, discussi di seguito, che definiscono una teoria dell'omologia o della coomologia. Nel loro libro del 1952, Foundations of Algebraic Topology, hanno dimostrato che le teorie esistenti di omologia e coomologia soddisfacevano effettivamente i loro assiomi.
Nel 1946 Jean Leray definì la coomologia di fasci.
Nel 1948 Edwin Spanier, basandosi sul lavoro di Alexander e Kolmogorov, sviluppò la coomologia di Alexander-Spanier.

## Coomologia di fasci
La coomologia di fasci è una generalizzazione della coomologia singolare, che consente "coefficienti" più generali rispetto a un semplice gruppo abeliano. Per ogni fascio {\displaystyle E} di gruppi abeliani su uno spazio topologico {\displaystyle X,} si hanno gruppi di coomologia {\displaystyle H^{i}(X,E)} per {\displaystyle i} intero. In particolare, nel caso del fascio costante su {\displaystyle X} associato a un gruppo abeliano {\displaystyle A,} i gruppi risultanti {\displaystyle H^{i}(X,A)} coincidono con la coomologia singolare se {\displaystyle X} è una varietà differenziabile o un CW-complesso (ma non per spazi {\displaystyle X} arbitrari). A partire dagli anni '50, la coomologia di fasci è diventata una parte centrale della geometria algebrica e dell'analisi complessa, anche a causa dell'importanza del fascio delle funzioni regolari e del fascio delle funzioni olomorfe.
Grothendieck ha elegantemente definito e caratterizzato la coomologia di fasci nel linguaggio dell'algebra omologica. Il punto essenziale è fissare lo spazio {\displaystyle X} e pensare alla coomologia di fasci come un funtore dalla categoria abeliana dei fasci su {\displaystyle X} ai gruppi abeliani. Si consideri il funtore che associa a un fascio {\displaystyle E} su {\displaystyle X} il gruppo abeliano delle sue sezioni globali su {\displaystyle X,} {\displaystyle E(X).} Questo funtore è esatto a sinistra, ma non necessariamente esatto a destra. Grothendieck ha definito i gruppi di coomologia di fasci come i funtori derivati destri del funtore esatto a sinistra {\displaystyle E\mapsto E(X).}
Questa definizione suggerisce varie generalizzazioni. Ad esempio, si può definire la coomologia di uno spazio topologico {\displaystyle X} con coefficienti in qualsiasi complesso di fasci, precedentemente chiamata ipercoomologia (ma di solito ora solo "coomologia"). Da quel punto di vista, la coomologia di fasci diventa una successione di funtori dalla categoria derivata dei fasci su {\displaystyle X} ai gruppi abeliani.
In senso più ampio il termine "coomologia" è spesso usato per i funtori derivati destri di un funtore esatto a sinistra su una categoria abeliana, mentre "omologia" è usato per i funtori derivati sinistri di un funtore esatto a destra. Ad esempio, per un anello {\displaystyle R,} i funtori derivati sinistri del prodotto tensoriale {\displaystyle M\otimes _{R}N} di {\displaystyle R}-moduli, cioè i gruppi Tor {\displaystyle \mathrm {Tor} _{i}^{R}(M,N),} formano una "teoria dell'omologia" in ogni variabile. Allo stesso modo, i funtori derivati destri del funtore {\displaystyle \mathrm {Hom} _{R}(M,N),} cioè i gruppi Ext {\displaystyle \mathrm {Ext} _{R}^{i}(M,N)} possono essere visti come una "teoria della coomologia" in ogni variabile.
La coomologia di fasci può essere identificata con uno specifico gruppo Ext. Più precisamente: per un fascio {\displaystyle E} su uno spazio topologico {\displaystyle X,} {\displaystyle H^{i}(X,E)} è isomorfo a {\displaystyle \mathrm {Ext} ^{i}(\mathbb {Z} _{X},E),} dove {\displaystyle \mathbb {Z} _{X}} denota il fascio costante associato agli interi {\displaystyle \mathbb {Z} ,} ed Ext è preso nella categoria abeliana dei fasci su {\displaystyle X.}

## Coomologia di varietà algebriche
Esistono numerosi strumenti costruiti per calcolare la coomologia delle varietà algebriche. Il caso più semplice è la determinazione della coomologia per varietà proiettive lisce su un campo di caratteristica {\displaystyle 0.} Gli strumenti della teoria di Hodge, chiamati strutture di Hodge, aiutano a calcolare la coomologia di queste varietà (fornendo anche informazioni più raffinate). Nel caso più semplice, la coomologia di un'ipersuperficie liscia in {\displaystyle \mathbb {P} ^{n}} può essere determinata dal solo grado del polinomio che la definisce.
Quando si considerano le varietà su un campo finito o su un campo di caratteristica {\displaystyle p} le definizioni classiche di omologia e coomologia vengono meno e sono quindi necessari strumenti più potenti. Su campi finiti questo accade poiché le varietà sono formate solo da un insieme finito di punti. Grothendieck ha introdotto l'idea delle topologie di Grothendieck e ha utilizzato la coomologia di fasci sulla topologia étale (che è una particolare topologia di Grothendieck) per definire una teoria della coomologia per varietà su un campo finito. Usando la topologia étale si può costruire la coomologia {\displaystyle \ell }-adica per una varietà su un campo di caratteristica {\displaystyle p} per {\displaystyle \ell \neq p.} Questa è definita come
{\displaystyle H^{k}(X;\mathbb {Q} _{\ell }):=\varprojlim H_{et}^{k}(X;\mathbb {Z} /(\ell ^{n}))\otimes _{\mathbb {Z} _{\ell }}\mathbb {Q} _{\ell }.}
Se si ha uno schema di tipo finito
{\displaystyle X={\text{Proj}}\left({\frac {\mathbb {Z} \left[x_{0},\ldots ,x_{n}\right]}{\left(f_{1},\ldots ,f_{k}\right)}}\right),}
allora c'è un'uguaglianza tra le dimensioni della coomologia di Betti di {\displaystyle X(\mathbb {C} )} e la coomologia {\displaystyle \ell }-adica di {\displaystyle X(\mathbb {F} _{q})} ogni volta che la varietà è liscia su entrambi i campi. Oltre a queste teorie della coomologia, ci sono altre teorie coomologiche chiamate teorie della coomologia di Weil che si comportano in modo simile alla coomologia singolare. Esiste una congetturale teoria dei motivi che sta alla base di tutte le teorie della coomologia di Weil.
Un altro utile strumento di calcolo è la successione dei blow up. Dato un sottoschema {\displaystyle Z\subset X} di codimensione maggiore o uguale a {\displaystyle 2} esiste un quadrato cartesiano
{\displaystyle {\begin{matrix}E&\longrightarrow &Bl_{Z}(X)\\\downarrow &&\downarrow \\Z&\longrightarrow &X\end{matrix}}}
A questo si associa una successione esatta lunga
{\displaystyle \cdots \to H^{n}(X)\to H^{n}(Z)\oplus H^{n}(Bl_{Z}(X))\to H^{n}(E)\to H^{n+1}(X)\to \cdots .}
Se la sottovarietà {\displaystyle Z} è liscia, i morfismi di connessione sono tutti banali e quindi
{\displaystyle H^{n}(Bl_{Z}(X))\oplus H^{n}(Z)\cong H^{n}(X)\oplus H^{n}(E).}

## Assiomi e teorie della coomologia generalizzata
Esistono vari modi per definire la coomologia per gli spazi topologici come la coomologia singolare, la coomologia di Čech, la coomologia Alexander–Spanier o la coomologia di fasci (qui la coomologia di fasci è considerata solo con coefficienti in un fascio costante). Queste teorie danno risultati diversi per alcuni spazi, ma c'è una grande classe di spazi su cui coincidono. Questo è più chiaro se visto assiomaticamente: c'è un elenco di proprietà conosciute come assiomi di Eilenberg-Steenrod tali che due qualunque costruzioni che soddisfano queste proprietà coincideranno almeno su tutti i CW-complessi. Esiste una versione degli assiomi per una teoria dell'omologia e una versione per una teoria della coomologia. Alcune teorie possono essere viste come strumenti per calcolare la coomologia singolare per spazi topologici particolari, come la coomologia simpliciale per complessi simpliciali, la coomologia cellulare per CW-complessi e la coomologia di de Rham per varietà differenziabili.
Uno degli assiomi di Eilenberg-Steenrod per una teoria della coomologia è l'assioma dimensionale: se {\displaystyle P} è un punto singolo, allora {\displaystyle H^{i}(P)=0} per ogni {\displaystyle i\neq 0.} Intorno al 1960, George W. Whitehead osservò che è utile omettere completamente l'assioma dimensionale, così facendo si ha la nozione di teoria dell'omologia generalizzata o di teoria della coomologia generalizzata (definita di seguito). Esistono teorie della coomologia generalizzate come la teoria K o il cobordismo complesso che forniscono molte informazioni su uno spazio topologico non direttamente accessibili dalla coomologia singolare (in questo contesto, la coomologia singolare è spesso chiamata "coomologia ordinaria").
Per definizione, una teoria dell'omologia generalizzata è una successione di funtori {\displaystyle h_{i},} con {\displaystyle i} intero, dalla categoria delle CW-coppie {\displaystyle (X,A)} (dove {\displaystyle X} è un CW-complesso e {\displaystyle A} è un sottocomplesso) alla categoria dei gruppi abeliani, e una trasformazione naturale {\displaystyle \partial _{i}\colon h_{i}(X,A)\to h_{i-1}(A)} chiamata omomorfismo di bordo (qui {\displaystyle h_{i-1}(A)} è un'abbreviazione per {\displaystyle h_{i-1}(A,\varnothing )}). Gli assiomi sono:
- Omotopia: se {\displaystyle f\colon (X,A)\to (Y,B)} è omotopo a {\displaystyle g\colon (X,A)\to (Y,B)}, allora gli omomorfismi indotti sull'omologia coincidono.
- Esattezza: ogni coppia {\displaystyle (X,A)} induce una successione esatta lunga in omologia, tramite le inclusioni {\displaystyle f\colon A\to X} e {\displaystyle g\colon (X,\varnothing )\to (X,A):}

{\displaystyle \quad \cdots \to h_{i}(A){\overset {f_{*}}{\to }}h_{i}(X){\overset {g_{*}}{\to }}h_{i}(X,A){\overset {\partial }{\to }}h_{i-1}(A)\to \cdots .}
- Escissione: se {\displaystyle X} è l'unione dei sottocomplessi {\displaystyle A} e {\displaystyle B,} l'inclusione {\displaystyle f\colon (A,A\cap B)\to (X,B)} induce un isomorfismo

{\displaystyle \quad h_{i}(A,A\cap B){\overset {f_{*}}{\to }}h_{i}(X,B),}
per ogni {\displaystyle i.}
- Additività: se {\displaystyle (X,A)} è l'unione disgiunta di un insieme di coppie {\displaystyle (X_{\alpha },A_{\alpha }),} allora le inclusioni {\displaystyle (X_{\alpha },A_{\alpha })\to (X,A)} inducono un isomorfismo dalla somma diretta:

{\displaystyle \quad \bigoplus _{\alpha }h_{i}(X_{\alpha },A_{\alpha })\to h_{i}(X,A),}
per ogni {\displaystyle i.}
Gli assiomi per una teoria della coomologia generalizzata si ottengono essenzialmente invertendo le frecce. Più precisamente: una teoria della coomologia generalizzata è una successione di funtori controvarianti {\displaystyle h^{i}} (con {\displaystyle i} intero) dalla categoria delle CW-coppie alla categoria dei gruppi abeliani, con una trasformazione naturale {\displaystyle d\colon h^{i}(A)\to h^{i+1}(X,A)} detta omomorfismo di bordo (dove {\displaystyle h^{i}(A)} indica {\displaystyle h^{i}(A,\varnothing )}). Gli assiomi sono:
- Omotopia: le funzioni omotope inducono lo stesso omomorfismo in coomologia.
- Esattezza: ogni coppia {\displaystyle (X,A)} induce una successione esatta lunga in coomologia tramite le inclusioni {\displaystyle f\colon A\to X} e {\displaystyle g\colon (X,\varnothing )\to (X,A):}

{\displaystyle \quad \cdots \to h^{i}(X,A){\overset {g_{*}}{\to }}h^{i}(X){\overset {f_{*}}{\to }}h^{i}(A){\overset {d}{\to }}h^{i+1}(X,A)\to \cdots .}
- Escissione: se {\displaystyle X} è l'unione dei sottocomplessi {\displaystyle A} e {\displaystyle B,} l'inclusione {\displaystyle f\colon (A,A\cap B)\to (X,B)} induce un isomorfismo

{\displaystyle \quad h^{i}(X,B){\overset {f_{*}}{\to }}h^{i}(A,A\cap B),}
per ogni {\displaystyle i.}
- Additività: se {\displaystyle (X,A)} è l'unione disgiunta di un insieme di coppie {\displaystyle (X_{\alpha },A_{\alpha }),} allora le inclusioni {\displaystyle (X_{\alpha },A_{\alpha })\to (X,A)} inducono un isomorfismo sul prodotto diretto dei gruppi:

{\displaystyle \quad h^{i}(X,A)\to \prod _{\alpha }h^{i}(X_{\alpha },A_{\alpha }),}
per ogni {\displaystyle i.}
Uno spettro determina sia una teoria dell'omologia generalizzata che una teoria della coomologia generalizzata. Un risultato fondamentale di Brown, Whitehead e Adams afferma che ogni teoria dell'omologia generalizzata proviene da uno spettro e, allo stesso modo, ogni teoria della coomologia generalizzata proviene da uno spettro. Questo generalizza la rappresentabilità della coomologia ordinaria per mezzo degli spazi di Eilenberg-MacLane.
Una questione sottile è che il funtore dalla categoria di omotopia stabile (la categoria di omotopia degli spettri) alle teorie dell'omologia generalizzata sulle CW-coppie non è un'equivalenza sebbene dia una biiezione sulle classi di isomorfismo. Ci sono funzioni diverse da zero nella categoria di omotopia stabile (chiamate mappe fantasma) che inducono la funzione nulla tra teorie dell'omologia su CW-coppie. Analogamente, il funtore dalla categoria di omotopia stabile alle teorie di coomologia generalizzata sulle CW-coppie non è un'equivalenza. È la categoria di omotopia stabile, non queste altre categorie, che ha buone proprietà come essere una categoria triangolata.
Se si preferisce che le teorie dell'omologia o della coomologia siano definite su tutti gli spazi topologici e non solo su CW-complessi, un approccio standard è quello di includere l'assioma che ogni equivalenza di omotopia debole induce un isomorfismo in omologia o coomologia. Questo, ad esempio, è vero per l'omologia singolare o per la coomologia singolare, ma non per la coomologia di fasci. Poiché ogni spazio ammette un'equivalenza di omotopia debole da un CW-complesso, questo assioma riduce le teorie dell'omologia o della coomologia su tutti gli spazi alla corrispondente teoria sui CW-complessi.
Alcuni esempi di teorie della coomologia generalizzata sono:
- Gruppi di coomotopia stabili {\displaystyle \pi _{S}^{*}(X).} La teoria dell'omologia corrispondente è usata più spesso: gruppi di omotopia stabili {\displaystyle \pi _{*}^{S}(X).}
- Diverse varianti dei gruppi di cobordismo. Sono basati sullo studio di uno spazio considerando tutte le funzioni da esso a una varietà differenziabile: cobordismo non orientato {\displaystyle MO^{*}(X),} cobordismo orientato {\displaystyle MSO^{*}(X),} cobordismo complesso {\displaystyle MU^{*}(X),} e così via. Il cobordismo complesso si è rivelato particolarmente potente in teoria dell'omotopia. È strettamente correlato ai gruppi formali, tramite un teorema di Daniel Quillen.
- Diverse varianti di teoria K topologica. Essa è basata sullo studio di uno spazio considerando tutti i fibrati vettoriali su di esso: {\displaystyle KO^{*}(X)} (teoria K periodica reale), {\displaystyle ko^{*}(X)} (teoria K connettiva reale), {\displaystyle K^{*}(X)} (teoria K periodica complessa), {\displaystyle ku^{*}(X)} (teoria K connettiva complessa) e così via.
- Coomologia di Brown–Peterson, teoria K di Morava, teoria E di Morava e altre teorie costruite dal cobordismo complesso.
- Diverse varianti di coomologia ellittica.

Molte di queste teorie contengono più informazioni della coomologia ordinaria, ma sono più difficili da calcolare.
Si dice che una teoria della coomologia {\displaystyle E} sia moltiplicativa se {\displaystyle E^{*}(X)} ha la struttura di un anello graduato per ogni spazio {\displaystyle X.} Nel linguaggio degli spettri, ci sono molte nozioni che contengono più informazioni di quelle contenute nello spettro di un anello, come uno spettro di un {\displaystyle E_{\infty }}-anello, dove il prodotto è commutativo e associativo in senso forte.